# Назер, Менде
Менде Назер (род. ок. 1982) — суданская и британская писательница, в прошлом рабыня.

## Биография
Менде Назер родилась в суданской деревне в Нубийских горах. Когда ей было 12 лет, арабские ополченцы совершили набег на её деревню. Её изнасиловали, продали и отвезли в Хартум. Арабская семья купила её и взяла в рабство на 8 лет. Её избивали и подвергали сексуальному рабству. В 2000 году её привезли в Лондон, и она написала автобиографию. В октябре 2002 года она была признана беженцем. Сегодня до сих пор живёт в Лондоне.
В 2006 году она получила британское гражданство и посетила свою деревню, там, где выросла.